# Johan Nelander
Johan Nelander, född 1709 i Fornåsa i Östergötland, död 1789, var en svensk filosof.

## Biografi
Nelander fick, som nära släkt med Andreas Rydelius, tidigt dennes handledning och blev en av hans mest framstående lärjungar i Lund, där han år 1730 promoverades, år 1735 utnämndes till adjunkt i filosofi och år 1743 till professor i  naturrätt och moral. Han fungerade även som rektor för universitetet åren 1758 och 1772 och blev kyrkoherde i Stävie år 1764 och teologie doktor år 1768.
Under sin nära 40-åriga tjänstetid var han en av universitetets mest ansedda lärare. Nelander hade spekulativ begåvning och utmärkte sig för sällsynt klar framställning samt ypperlig behandling av latinet. Förutom universitetsprogram och flera volymer handskrivna kollegier efterlämnade han ett 130-tal latinska avhandlingar. Johan Nelander var även inspektor för Smålands nation, Lund 1743–1786.